# Herminia incultalis
Herminia incultalis là một loài bướm đêm trong họ Noctuidae.